# Gruppenhomologie
Eine Gruppenhomologie ist eine spezielle Homologie und ein technisches Werkzeug der Mathematik, das in der Gruppentheorie und der algebraischen Topologie eine wichtige Rolle spielt.

## Definitionen

### Abstrakte Definition
Es sei {\displaystyle G} eine Gruppe. Der Funktor von der Kategorie der {\displaystyle G}-Moduln in die Kategorie der abelschen Gruppen, der einem Modul {\displaystyle A} die Gruppe {\displaystyle A_{G}} der Koinvarianten 
{\displaystyle A_{G}:=A\otimes _{\mathbb {Z} [G]}\mathbb {Z} }
zuordnet, ist rechtsexakt. Seine n-te Linksableitung ist die n-te Homologiegruppe {\displaystyle H_{n}(G,A)} von {\displaystyle G} mit Koeffizienten im {\displaystyle G}-Modul {\displaystyle A}.
Die Gruppenhomologie kann auch mithilfe des Funktors Tor definiert werden:
{\displaystyle \mathrm {H} _{n}(G,A)=\mathrm {Tor} _{n}^{\mathbb {Z} [G]}(\mathbb {Z} ,A);}
dabei ist {\displaystyle \mathbb {Z} [G]} der Gruppenring von {\displaystyle G} und {\displaystyle \mathbb {Z} } mit der trivialen {\displaystyle G}-Operation versehen.
Aus der Beschreibung mithilfe des Funktors {\displaystyle Tor} ist ersichtlich, dass die Gruppenhomologie mithilfe einer beliebigen projektiven Auflösung des trivialen {\displaystyle G}-Moduls berechnet werden kann. Das heißt, man wählt eine lange exakte Sequenz von {\displaystyle \mathbb {Z} [G]}-Moduln
{\displaystyle 0\leftarrow A\leftarrow I_{0}\leftarrow I_{1}\leftarrow I_{2}\leftarrow \cdots }
in der sämtliche {\displaystyle I_{i}} projektive Moduln sind und definiert dann {\displaystyle H_{*}(G,A)} als die Homologie des durch Tensorieren mit dem trivialen {\displaystyle \mathbb {Z} [G]}-Modul {\displaystyle \mathbb {Z} } erhaltenen Kettenkomplexes
{\displaystyle 0\leftarrow A\otimes _{\mathbb {Z} [G]}\mathbb {Z} \leftarrow I_{0}\otimes _{\mathbb {Z} [G]}\mathbb {Z} \leftarrow I_{1}\otimes _{\mathbb {Z} [G]}\mathbb {Z} \leftarrow I_{2}\otimes _{\mathbb {Z} [G]}\mathbb {Z} \leftarrow \cdots }.
Aus dem Fundamentallemma der homologischen Algebra folgt, dass {\displaystyle H_{*}(G,A)} nur vom {\displaystyle \mathbb {Z} [G]}-Modul {\displaystyle A} und nicht von der gewählten projektiven Auflösung abhängt.

### Explizite Definition
Als projektive Auflösung des {\displaystyle \mathbb {Z} [G]}-Moduls {\displaystyle A} kann man {\displaystyle (\mathbb {Z} [G^{n+1}],d_{n})} mit dem Differential
{\displaystyle d_{n}(\sigma _{0},\ldots ,\sigma _{n})=\sum _{i=0}^{n-1}(-1)^{i}(\sigma _{0},\ldots ,{\hat {\sigma }}_{i},\ldots ,\sigma _{n})}      wobei {\displaystyle (\sigma _{0},\ldots ,{\hat {\sigma }}_{i},\ldots ,\sigma _{n}):=(\sigma _{0},\ldots ,\sigma _{i-1},\sigma _{i+1},\ldots ,\sigma _{n})}
wählen und dann also {\displaystyle H_{*}(G,A)} als Homologie des durch Tensorieren mit dem trivialen {\displaystyle \mathbb {Z} [G]}-Modul {\displaystyle \mathbb {Z} } erhaltenen Kettenkomplexes definieren.
Die Elemente dieses Komplexes heißen homogene Ketten.
Eine äquivalente Definition liefert die sogenannte Bar-Auflösung. Hier betrachtet man {\displaystyle \mathbb {Z} [G^{n}]} mit dem Differential
{\displaystyle \partial _{n}(g_{1},\ldots ,g_{n})=g_{1}\cdot (g_{2},\ldots ,g_{n})+\sum _{i=1}^{n-1}(-1)^{i}(g_{1},\ldots ,g_{i}g_{i+1},\ldots ,g_{n})-(g_{1},\ldots ,g_{n-1})}
und definiert dann {\displaystyle H_{*}(G,A)} als Homologie des durch Tensorieren mit dem trivialen {\displaystyle \mathbb {Z} [G]}-Modul {\displaystyle \mathbb {Z} } erhaltenen Kettenkomplexes.
Die Elemente dieses Komplexes heißen inhomogene Ketten.

### Topologische Definition
Äquivalent kann {\displaystyle H_{*}(G,A)} auch definiert werden als die singuläre Homologie mit Koeffizienten in {\displaystyle A} des Eilenberg-MacLane-Raumes {\displaystyle K(G,1)}:
{\displaystyle H_{*}(G,A)=H_{*}(K(G,1),A)}.
Diese Definition ist für praktische Berechnungen die einzig handhabbare.

## Homologie in niedrigen Graden
Für die 0-te Homologie gilt {\displaystyle H_{0}(G,A)=A_{G}} , insbesondere ist {\displaystyle H_{0}(G,\mathbb {Z} )=\mathbb {Z} } für den trivialen {\displaystyle \mathbb {Z} [G]}-Modul {\displaystyle \mathbb {Z} }.
Für die 1-te Homologie ist 
{\displaystyle H_{1}(G,\mathbb {Z} )=G/[G,G]}
die Abelisierung von {\displaystyle G}.
Die 2-te Homologie mit trivialen Koeffizienten kann mit der Hopf-Formel berechnet werden: wenn {\displaystyle G=F/R} eine endlich präsentierte Gruppe mit einer endlich erzeugten freien Gruppe {\displaystyle F} ist, dann ist
{\displaystyle H_{2}(G,\mathbb {Z} )=(R\cap [F,F])/[F,R]}.

## Beispiele
- {\displaystyle H_{i}(\mathbb {Z} ,\mathbb {Z} )=\left\{{\begin{array}{cc}\mathbb {Z} &i=0,1\\0&{\mbox{sonst}}\end{array}}\right\}}
- {\displaystyle H_{i}(\mathbb {Z} /n\mathbb {Z} ,\mathbb {Z} )=\left\{{\begin{array}{cc}\mathbb {Z} &i=0\\\mathbb {Z} /n\mathbb {Z} &i{\mbox{ ungerade}}\\0&i\not =0{\mbox{ gerade}}\end{array}}\right\}}
- {\displaystyle H_{i}(SL(2,\mathbb {Z} ),\mathbb {Z} )=\left\{{\begin{array}{cc}\mathbb {Z} &i=0\\\mathbb {Z} /12\mathbb {Z} &i{\mbox{ ungerade}}\\0&i\not =0{\mbox{ gerade}}\end{array}}\right\}}

## Geschichte
Die Geschichte der Gruppenhomologie beginnt mit einer 1936 veröffentlichten Arbeit von Witold Hurewicz Beiträge zur Topologie der Deformationen. IV. Asphärische Räume, in der bewiesen wird, dass der Homotopietyp eines asphärischen Raumes nur von seiner Fundamentalgruppe abhängt und man deshalb Gruppenhomologie {\displaystyle H_{*}(\pi )} als Homologie eines asphärischen Raumes mit Fundamentalgruppe {\displaystyle \pi } definieren kann. In seiner 1942 veröffentlichten Arbeit Fundamentalgruppe und zweite Bettische Gruppe zeigte Heinz Hopf, dass {\displaystyle H_{2}(\pi )} der Kokern der Hurewicz-Abbildung in Grad {\displaystyle 2} ist und dass {\displaystyle H_{2}(\pi )} aus den Erzeugern und Relationen einer Präsentierung berechnet werden kann. Nach Hopfs Veröffentlichung entwickelte sich das Gebiet in den 40er Jahren durch Arbeiten von Eckmann, Eilenberg-MacLane, Hopf und Freudenthal rasch weiter, Eilenberg und MacLane fanden in ihrer 1945 veröffentlichten Arbeit Relations between homology and homotopy groups of spaces die Definition durch die Bar-Auflösung und bald danach wurde auch die allgemeine Definition mittels projektiver Auflösungen gegeben.